# Центр економічного зростання LRHub
Центр економічного зростання LRHub (англ. Center for Economic Development LRHub) — це громадська організація основна діяльність якої зосереджена на побудові стійкої ринкової економіки через інструменти місцевого економічного розвитку. Діяльність організації почалась у 2016 році.

## Загальна інформація
Діяльність організації розпочалась у 2016 році зі студентської ініціативи «Львівський регуляторний хаб» започаткованої у співпраці з Програмою USAID «Лідерство в економічному врядуванні» (ЛЕВ), Державною регуляторною службою України (ДРС), Школою публічного управління Українського католицького університету (УКУ) та експертом Світового банку Андрієм Паляницею. Координатором Хабу став Тарас Хавунка, який тоді навчався на Магістерській програмі з публічного адміністрування у Школі публічного управління УКУ.
У 2017 році студентська ініціатива трансформувалася в незалежний аналітично-адвокаційний центр, основна діяльність якого була спрямована на зміни у місцевому самоврядуванні через аналіз, адвокацію (просування змін) та імплементацію (реалізація змін). Організація впроваджувала практики регуляторної та антикорупційної експертизи в країні, проводила навчання з регуляторної політики та адвокаційної діяльності та здійснювала моніторинг нормативно-правової бази в сфері місцевого економічного розвитку.
З 24 лютого 2022 року, команда Львівського регуляторного хабу у співпраці з партнерами серед органів влади, бізнесу та міжнародних організацій спрямувала усі зусилля на допомогу та збір коштів для ЗСУ, силових структур та цивільного населення.
З вересня 2022 року, організація відновила профільну роботу організації, а також розширила напрямки діяльності.
В травні 2024 року відбувся ребрендинг. Організацію змінила свою назву на Центр економічного зростання LRHub.

## Кейси

###### Оновлення регулювання розміщення літніх майданчиків у м. Львів
У 2009 році у Львові був прийнятий порядок розміщення відкритих літніх майданчиків біля об'єктів ресторанного господарювання. З часом місто стало одним із найбільш туристичних центрів України, яке щороку відвідує близько 2,5 млн туристів. У 2016 році було ініційовано оновлення правил для покращення бізнес-середовища та дерегуляції складних механізмів. Після трьох років адвокації командою Центру економічного зростання LRHub, 26 травня 2023 року Львівська міська рада прийняла нові правила, які вступили в силу з 1 вересня 2023 року. Нові правила зменшують тривалість процедури погодження документів, кількість етапів отримання дозволу, витрати бізнесу та мінімізують корупційні ризики. Це сприяє збільшенню надходжень до міського бюджету та покращенню умов для підприємців.

###### Реформа паркування
У 2016 році у Львові було виявлено серйозну нестачу місць для паркування (менше 3000), причому 40% водіїв витрачають на паркування 100 грн/місяць, а 30% не витрачають коштів взагалі. Через відсутність дієвого штрафного механізму міський бюджет отримував недостатньо коштів. У 2017 році Верховна Рада України прийняла Закон про реформування сфери паркування. Центр економічного зростання LRHub провів аналіз місцевих проблем, вивчив кращі практики, організував обговорення з бізнесом, водіями, владою, мешканцями міста, а також співпрацював з вітчизняними та міжнародними експертами. На основі зібраних даних експерти Центру економічного зростання LRHub підготували пропозиції до змін у законі, частина яких була врахована.

###### Впровадження електронних аукціонів PROZORRO.ПРОДАЖІ у м. Львів
Команда ДП “Prozorro.Продажі” реформувала процес реалізації державного і комунального майна, впровадивши електронну систему, що допомогла заробити мільярди гривень українській економіці через прозорі аукціони. Громади ефективно та відкрито заробляють кошти, а бізнес чесно змагається за бажані об’єкти. Центр економічного зростання LRHub є офіційним представником Prozorro.Продажі у Львівській та Волинській областях. З 2018 року хаб забезпечує комплексний супровід громад при роботі з системою: від підключення до виставлення лотів.